# Discografia de Patricia Marx
A discografia da cantora brasileira Patricia Marx incluí doze álbuns de estúdio, dois EP's, quatro compilações, três álbuns com o Trem da Alegria e outro com o Clube da Criança com participação de Xuxa e Luciano Nassyn. Além desses, várias canções da Patricia tornaram-se trilhas sonoras de novelas, bem como muitas canções encontram-se em coletâneas e álbuns de diversos artistas diferentes.

## Álbuns

### Álbuns de estúdio
| Ano  | Detalhes do Álbum                                                                                    | Singles                                                                                   | Certificação      | Vendas              |
| ---- | --- | ----------------------------------------------------------------------------------------- | ----------------- | ------------------- |
| 1987 | Paty - Lançamento: 1987 - Gravadora(s): RCA - Formato(s): LP, cassete                                | 1. "Festa do Amor" 2. "Te Cuida Meu Bem" 3. "To Be or Not to Be"                          | - : Platina       | - : 350,000         |
| 1988 | Patricia - Lançamento: 1988 - Gravadora(s): RCA - Formato(s): LP, cassete                            | 1. "Certo ou Errado" 2. "Doçura" 3. "Cedo Demais"                                         | - : Platina       | - :250,000          |
| 1990 | Incertezas - Lançamento: 1990 - Gravadora(s): RCA - Formato(s): LP, cassete                          | 1. "Sonho de Amor" 2. "Destino" 3. "Incertezas" 4. "Um Ano Eu Sei"                        | - : Ouro          | - :100,000          |
| 1992 | Neoclássico - Lançamento: 1992 - Gravadora(s): Cameratti - Formato(s): CD, cassete, LP               | - Sem Singles                                                                             | - Sem certificado |                     |
| 1994 | Ficar com Você - Lançamento: 1994 - Gravadora(s): LUX - Formato(s): CD, LP                           | 1. "Ficar Com Você" 2. "Quando Chove" 3. "Deixa Chover" 4. "Gostava Tanto de Você"        | - ABPD: Ouro      | - :100,000          |
| 1995 | Quero Mais - Lançamento: 1995 - Gravadora(s): LUX - Formato(s): CD, LP                               | 1. "Espelhos D'água" 2. "Quero Mais" 3. "Sei Que Você Não Vai"                            | - Sem Certificado | - : 70,000          |
| 1997 | Charme do Mundo - Lançamento: 1997 - Gravadora(s): LUX - Formato(s): CD                              | 1. "Me Liga" 2. "Go Back"                                                                 | - Sem Certificado | - : 20,000          |
| 2002 | Respirar - Lançamento: 2002 - Gravadora(s): Trama - Formato(s): CD                                   | 1. "Demais Pra Esquecer" 2. "Despertar" 3. "Submerso" 4. "E O Meu Amor Vi Passar / Earth" | - Sem Certificado | - : 30,000          |
| 2004 | Patricia Marx - Lançamento: 2004 - Gravadora(s): Trama - Formato(s): CD                              | 1. "Burning Luv" 2. "Dias De Sol"                                                         | - Sem Certificado | - : 25,000 - :2,000 |
| 2010 | Patricia Marx & Bruno E. - Lançamento: 2010 - Gravadora(s): URUBU JAZZ - Formato(s): CD + DVD        | 1. "Minha Paz"                                                                            | - Sem Certificado | - :2,000            |
| 2018 | Nova - Lançamento: 30 de novembro de 2018 - Gravadora(s): LAB 344 - Formato(s): CD, download digital | 1. " You Showed Me How'' 2. ''Luz Numa Lágrima'' 3. ''Faz''                               | - Sem certificado | - 1,000             |
| 2023 | MARXWADO - Lançamento: 3 de março de 2023 - Gravadora(s): LAB 344 - Formato(s): download digital     | 1. "Vozes Trans" 2. "Bom Parto" / "Com a Ponta dos Dedos"                                 | - Sem certificado |                     |

### EPs
| Ano  | Detalhes do Álbum | Singles                        | Informações                                                                                   |
| ---- | --- | ------------------------------ | --------------------------------------------------------------------------------------------- |
| 2014 | Te cuida, meu bem - Sextape, Pt. 1 - Lançamento: 16 de setembro de 2014 - Gravadora(s): LAB 344 - Formato(s): download digital | 1. Te cuida meu bem 2. Destino | Releitura de singles do primeiro álbum de estúdio, lançado em 1987                            |
| 2020 | João - Lançamento: 26 de junho de 2020 - Gravadora(s): LAB 344 - Formato(s): download digital                                  | - Sem singles                  | Projeto em tributo ao cantor e compositor João Gilberto, criador do gênero musical Bossa nova |

### Compilações
| Ano  | Detalhes do Álbum                                                                            | Informações |
| ---- | -------------------------------------------------------------------------------------------- | --- |
| 1991 | As Melhores de Patricia - Lançamento: 1991 - Gravadora(s): RCA - Formato(s): LP, cassete, CD | - Maiores sucessos e outras faixas dos três primeiros álbuns da cantora: Paty, Patricia e Incertezas. Não possui faixas inéditas.                           |
| 1997 | Patricia Marx - Lançamento: 1997 - Gravadora(s): LUX - Formato(s): CD                        | - Lançamento exclusivo do Japão com canções dos álbuns: Ficar com Você e Quero Mais.                                                                        |
| 1999 | Millennium - Lançamento: 1999 - Gravadora(s): Universal Music - Formato(s): CD               | - Coletânea com canções dos três álbuns lançados pela LUX: Ficar com Você, Quero Mais e Charme do Mundo. E mais duas faixas inéditas em álbuns da Patricia. |
| 2013 | Trinta - Lançamento: 2013 - Gravadora(s): LAB 344 - Formato(s): CD, download digital         | - Singles: 1. "Tudo o que Eu Quero" - Com Ed Motta 2. "Espelhos D'água" - Com Seu Jorge                                                                     |
| 2013 | Trinta Ao Vivo - Lançamento: 2013 - Gravadora(s): LAB 344 - Formato(s): download digital     | - O álbum foi lançado apenas no formato Download digital, no iTunes. Também foi lançado um DVD com o show.                                                  |

## Singles
| Título                                           | Ano  | Posições (Brasil) | Álbum                        |
| ------------------------------------------------ | ---- | ----------------- | ---------------------------- |
| ''Festa do Amor''                                | 1987 | -                 | ''Paty (álbum)''             |
| ''Te Cuida, Meu Bem                              | 1987 | -                 | ''Paty (álbum)''             |
| ''To Be or not to Be                             | 1987 | -                 | ''Paty (álbum)''             |
| ''Certo ou Errado''                              | 1988 | -                 | ''Patrícia (álbum)''         |
| ''Doçura''                                       | 1988 | -                 | ''Patrícia (álbum)''         |
| ''Cedo Demais''                                  | 1989 | -                 | ''Patrícia (álbum)''         |
| ''É Tempo de Amar''                              | 1990 | -                 | ''Patrícia (álbum)''         |
| ''Sonho de Amor''                                | 1990 | -                 | ''Incertezas (álbum)''       |
| ''Incertezas''                                   | 1990 | -                 | ''Incertezas (álbum)''       |
| ''Destino''                                      | 1991 | -                 | ''Incertezas (álbum)''       |
| ''Um ano eu Sei''                                | 1991 | -                 | ''Incertezas (álbum)''       |
| ''Rosa''                                         | 1992 | -                 | ''Neoclássico (álbum)''      |
| ''Ficar com Você''                               | 1994 | -                 | ''Ficar com Você''           |
| ''Quando Chove''                                 | 1994 | -                 | ''Ficar com Você''           |
| ''Gostava Tanto de Você''                        | 1994 | -                 | ''Ficar com Você''           |
| ''Deixa Chover''                                 | 1994 | -                 | ''Ficar com Você''           |
| ''Espelhos D'água''                              | 1995 | -                 | ''Ficar com Você''           |
| ''Quero Mais''                                   | 1995 | -                 | ''Quero Mais''               |
| ''Sei que você não vai (Never can't say goodbye) | 1995 | -                 | ''Quero Mais''               |
| ''Go Back''                                      | 1997 | -                 | ''Charme do Mundo''          |
| ''Me Liga''                                      | 1998 | -                 | ''Charme do Mundo''          |
| ''Charme do Mundo''                              | 1998 | -                 | ''Charme do Mundo''          |
| ''Demais Para Esquecer"                          | 2002 | -                 | ''Respirar''                 |
| ''Despertar''                                    | 2002 | -                 | ''Respirar''                 |
| ''...E o Meu Amor Vi Passar/Earth''              | 2003 | -                 | ''Respirar''                 |
| ''submerso''                                     | 2003 | -                 | ''Respirar''                 |
| ''Burning Love"                                  | 2004 | -                 | ''Nu Soul''                  |
| ''Burning Love"                                  | 2005 | -                 | ''Patricia Marx (álbum)''    |
| ''Dias de Sol''                                  | 2005 | -                 | ''Patricia Marx (álbum)''    |
| ''Minha Paz''                                    | 2010 | -                 | ''Patricia Marx & Bruno E.'' |
| ''Tudo o que Eu Quero'' (Feat. Ed Motta)         | 2012 | -                 | ''Trinta (álbum)''           |
| ''Espelhos D'água'' (Feat. Seu Jorge)            | 2013 | -                 | ''Trinta (álbum)''           |
| ''Quando Chove''                                 | 2014 | -                 | ''Trinta (álbum)''           |
| ''Tigresa''                                      | 2016 | -                 | Apenas Single                |
| ''Tapete Mágico"                                 | 2017 | -                 | Apenas Single                |
| ''You Showed Me How''                            | 2018 | 47                | ''Nova (álbum)''             |
| "Luz Numa Lágrima''                              | 2018 | -                 | ''Nova (álbum)''             |
| ''Faz''                                          | 2018 | -                 | ''Nova (álbum)''             |

## Fase infantil (em grupo ou colaboração)

### Compilações
| Ano  | Detalhes do Álbum                                                                                            | Faixas com Patricia | Certificação      |
| ---- | --- | ------------------- | ----------------- |
| 1983 | 1º Festival Internacional da Criança - Lançamento: 1983 - Gravadora(s): RCA Victor - Formato(s): LP, cassete | - "Mãe Natureza"    | - Sem Certificado |

### Clube da Criança
| Ano  | Detalhes do Álbum                                                                 | Singles                                         | Certificação | Vendas    |
| ---- | --------------------------------------------------------------------------------- | ----------------------------------------------- | ------------ | --------- |
| 1984 | Clube da Criança - Lançamento: 1984 - Gravadora(s): RCA - Formato(s): LP, cassete | 1. "É de Chocolate" 2. "Carrossel de Esperança" | - Platina    | - 300,000 |

### Trem da Alegria
| Ano  | Detalhes do Álbum                                                                                           | Singles                                                                             | Certificação | Vendas      |
| ---- | --- | ----------------------------------------------------------------------------------- | ------------ | ----------- |
| 1985 | Trem da Alegria do Clube da Criança - Lançamento: 1985 - Gravadora(s): RCA Victor - Formato(s): LP, cassete | 1. "Uni, Duni, Tê" 2. "Dona Felicidade"                                             | - Platina    | - 400,000   |
| 1986 | Trem da Alegria - Lançamento: 1986 - Gravadora(s): RCA Victor - Formato(s): LP, cassete                     | 1. "He-Man" 2. "Fera Neném" 3. "Zeppelin" 4. "Na Casca do Ovo" 5. "Tic-Tac do Amor" | - Diamante   | - 1,000,000 |
| 1987 | Trem da Alegria - Lançamento: 1987 - Gravadora(s): RCA Victor - Formato(s): LP, cassete                     | 1. "Thundercats" 2. "Piuí Abacaxi" 3. "A Orquestra dos Bichos"                      | - 3× Platina | - 850,000   |

## Álbuns de vídeo
| Ano  | Detalhes do Álbum                                                                          |
| ---- | ------------------------------------------------------------------------------------------ |
| 2013 | Trinta - Lançamento: 2013 - Gravadora(s): LAB 344 - Formato(s): DVD, CD e download digital |

## Trilhas Sonoras

#### Novelas
| Ano  | Música                              | Novela                           |
| 1987 | Festa do amor                       | Bambolê                          |
| 1989 | Amor é sempre amor                  | Vida Nova                        |
| 1991 | Destino                             | Salomé                           |
| 1991 | Sonho de amor                       | Carrossel                        |
| 1991 | Sueño de amor (Sonho de amor)       | El Árbol Azul (novela argentina) |
| 1991 | Tu forma de ser (Te cuida, meu bem) | El Árbol Azul (novela argentina) |
| 1994 | Quando chove (Quanno chiove)        | A Viagem (1994)                  |
| 1995 | Espelhos d'agua                     | Malhação (1995)                  |
| 1996 | Quero mais                          | Quem é Você?                     |
| 1998 | Espelhos d'agua                     | Malhação.com                     |
| 1998 | Me Liga                             | Corpo Dourado                    |
| 1998 | Me Liga                             | Pérola Negra                     |
| 2012 | Espelho                             | Carrossel                        |

#### Filmes
| Ano  | Música                     | Filme                          |
| 1988 | Somos um só                | Super Xuxa Contra Baixo Astral |
| 1991 | Sonho de amor              | Inspetor Faustão e o Mallandro |
| 1991 | Destino                    | Inspetor Faustão e o Mallandro |
| 1996 | Festa do menino maluquinho | O Menino Maluquinho            |
| 1996 | Shirley Valéria            | O Menino Maluquinho            |

## Aparições e Colaborações
| Ano  | Música(as)                              | Álbum                                                       |
| ---- | --------------------------------------- | ----------------------------------------------------------- |
| 1984 | Sonhar com Deus                         | Aconteça o que acontecer                                    |
| 1986 | Miragem Viagem                          | Xou da Xuxa                                                 |
| 1987 | Comigo ninguém pode                     | Xegundo Xou da Xuxa                                         |
| 1988 | Dê uma chance ao coração                | Michael Sullivan e Paulo Massadas                           |
| 1989 | Paraíso                                 | Robby Rosa                                                  |
| 1990 | A Violência Travestida Faz Seu Trottoir | O Papa É Pop (Engenheiros do Havaí)                         |
| 1990 | Samba Italiano                          | O Poeta do Bexiga (Adoniran Barbosa)                        |
| 1991 | Filhos de Chaplin                       | Amigos do Peito - 25 Anos de Trapalhões                     |
| 1991 | Ultiro Urissuonga                       | Nave Mágica                                                 |
| 1992 | Leis do coração                         | Talismã (Michael Sullivan)                                  |
| 1995 | Quando estou com você                   | Coleção Grandes Autores (José Augusto)                      |
| 1995 | Ficar com você                          | Coletânea Mulheres 95                                       |
| 1995 | Festa do Amor                           | Coleção Grandes Autores (Michael Sullivan e Paulo Massadas) |
| 1996 | Anunciação                              | Forrobodó                                                   |
| 1996 | Formas de amor                          | É assim que vou te amar (Marcelo Augusto)                   |
| 1997 | Samba de verão (com Paulo Sérgio Valle) | Casa da Bossa                                               |
| 1998 | Sabiá (com Nando Cordel)                | Casa do Forró                                               |
| 1999 | Eu sou uma droga                        | Rap Sensation - Lado Certo                                  |
| 2000 | Eu sou uma droga                        | Hip hop na veia                                             |
| 2001 | I don't mind                            | O discurso (Bruno E.)                                       |
| 2001 | Earth                                   | São Paulo Fashion Week 2                                    |
| 2002 | Os óculos escuros de Cartola            | Orchestra Klaxon (Max de Castro)                            |
| 2002 | O futuro pertence à Jovem Guarda        | Orchestra Klaxon (Max de Castro)                            |
| 2002 | Miracle                                 | Bad Inosense (Mad Zoo)                                      |
| 2002 | Metamorphosys                           | Bad Inosense (Mad Zoo)                                      |
| 2002 | Demais pra esquecer                     | Coletânea "Só tinha de ser com você"                        |
| 2002 | Sem pensar                              | Coletânea "Só tinha de ser com você"                        |
| 2002 | Despertar remix                         | São Paulo Fashion Week 3                                    |
| 2003 | Demais pra esquecer (D & B Sessions)    | D & B Sessions (Mad Zoo & DJ Patife)                        |
| 2003 | Sem pensar (D & B Sessions)             | D & B Sessions (Mad Zoo & DJ Patife)                        |
| 2003 | Nova dimensão (Space remix)             | São Paulo Fashion Week 5                                    |
| 2003 | E meu amor vi passar (remix)            | São Paulo Fashion Week 5                                    |
| 2003 | Demais pra esquecer (remix)             | São Paulo Fashion Week 5                                    |
| 2003 | Despertar (remix)                       | Nova vida (Bruno E.)                                        |
| 2003 | Earth (remix)                           | Nova vida (Bruno E.)                                        |
| 2003 | Making Waves                            | Drum N Bass Mix (DJ Suv)                                    |
| 2003 | Nova Dimensão (Space Remix)             | Transamérica Remix                                          |
| 2004 | Demais pra esquecer                     | Nova Música Brasileira                                      |
| 2004 | Acima dos sete mares                    | Muito Soul (Anderson Soares)                                |
| 2004 | Diz                                     | São Paulo Fashion Week 6                                    |
| 2004 | Wheels of life                          | São Paulo Fashion Week 6                                    |
| 2005 | Lotta Luck (Remix)                      | Nova Vida Volume 2 (Bruno E.)                               |
| 2005 | Recomeçar (Remix)                       | Nova Vida Volume 2 (Bruno E.)                               |
| 2005 | Lá no mar (Remix)                       | Nova Vida Volume 2 (Bruno E.)                               |
| 2005 | Sons                                    | Alma sessions (Bruno E.)                                    |
| 2005 | Claras revoluções                       | Alma sessions (Bruno E.)                                    |
| 2005 | Is Love                                 | Alma sessions (Bruno E.)                                    |
| 2005 | Dias de Sol (remix)                     | CD Transamérica (encartado na revista)                      |
| 2005 | Prazer carnal                           | Estudando o pagode (Tom Zé)                                 |
| 2017 | Dreamin of your love (Mister Jam remix) | Dreamin of your love (remix) (Caroline L)                   |

## Vídeos musicais
| Ano  | Canção                              | Diretor                          |
| ---- | ----------------------------------- | -------------------------------- |
| 1989 | "Certo ou Errado"                   | ?                                |
| 1990 | "Sonho de Amor"                     | ?                                |
| 1990 | "Um Ano Eu Sei "                    | Jodele Larcher                   |
| 1994 | "Ficar Com Você"                    | Betty Lago                       |
| 1995 | "Sei Que Você Não Vai "             | Jodele Larcher                   |
| 1997 | "Charme do Mundo"                   | Nelson Motta                     |
| 2002 | "Demais Pra Esquecer"               | Kiko Ribeiro e Ricardo Fernandes |
| 2012 | "Tudo o que Eu Quero (Lyric video)" | ?                                |
| 2013 | "Espelhos D'Agua (com Seu Jorge)"   | ?                                |
| 2018 | "You Showed Me How"                 | Ricardo Frei                     |
| 2019 | "Faz"                               | Pedro Landeiro                   |
| 2021 | "Onda"                              | Rodrigo Pysi                     |